# Schwimmweltmeisterschaften 1982
| Medaillenspiegel (Endstand nach 37 Entscheidungen) | Medaillenspiegel (Endstand nach 37 Entscheidungen) | Medaillenspiegel (Endstand nach 37 Entscheidungen) | Medaillenspiegel (Endstand nach 37 Entscheidungen) | Medaillenspiegel (Endstand nach 37 Entscheidungen) | Medaillenspiegel (Endstand nach 37 Entscheidungen) |
| Pl.                                                | Land                                               | G                                                  | S                                                  | B                                                  | Gesamt                                             |
| -------------------------------------------------- | -------------------------------------------------- | -------------------------------------------------- | -------------------------------------------------- | -------------------------------------------------- | -------------------------------------------------- |
| 01                                                 | USA                                                | 13                                                 | 11                                                 | 10                                                 | 34                                                 |
| 02                                                 | DDR                                                | 12                                                 | 9                                                  | 5                                                  | 26                                                 |
| 03                                                 | Sowjetunion                                        | 5                                                  | 9                                                  | 4                                                  | 18                                                 |
| 04                                                 | Kanada                                             | 3                                                  | 3                                                  | 1                                                  | 7                                                  |
| 05                                                 | BR Deutschland                                     | 2                                                  | 1                                                  | 3                                                  | 6                                                  |
| 06                                                 | Niederlande                                        | 1                                                  | 1                                                  | 2                                                  | 4                                                  |
| 07                                                 | Brasilien                                          | 1                                                  | –                                                  | –                                                  | 1                                                  |
| 08                                                 | Ungarn                                             | –                                                  | 2                                                  | –                                                  | 2                                                  |
| 09                                                 | Australien                                         | –                                                  | 1                                                  | –                                                  | 1                                                  |
| 09                                                 | Großbritannien                                     | –                                                  | 1                                                  | –                                                  | 1                                                  |
| 11                                                 | Schweden                                           | –                                                  | –                                                  | 3                                                  | 3                                                  |
| 11                                                 | Japan                                              | –                                                  | –                                                  | 3                                                  | 3                                                  |
| 13                                                 | VR China                                           | –                                                  | –                                                  | 2                                                  | 2                                                  |
| 14                                                 | Italien                                            | –                                                  | –                                                  | 1                                                  | 1                                                  |
| 14                                                 | Jugoslawien                                        | –                                                  | –                                                  | 1                                                  | 1                                                  |
| 14                                                 | Rumänien                                           | –                                                  | –                                                  | 1                                                  | 1                                                  |
| Gesamt                                             | Gesamt                                             | 37                                                 | 38                                                 | 36                                                 | 111                                                |

Die 4. Schwimmweltmeisterschaften fanden vom 29. Juli bis 8. August 1982 in der ecuadorianischen Stadt Guayaquil statt.
Der Schwimmweltverband (FINA) vergab die Veranstaltung im April 1981 am Rand einer Tagung in Sydney. Die Bewerbung Guayaquils setzte sich im zweiten Wahlgang mit 8:4 gegen die Kandidatur aus Montreal durch. Im Vorfeld hatten Concord und Santa Clara, beide in den Vereinigten Staaten, ihre Bewerbungen wegen finanzieller Schwierigkeiten zurückgezogen.
Austragungsorte waren das Stadion Alberto Vallarino (Schwimmen) mit einem Fassungsvermögen von 10.000 Zuschauern, das Stadion Asisclo Garay (Synchronschwimmen) sowie das Stadion La Pradera (Kunst- und Turmspringen).
Es nahmen 1122 Sportler aus 56 Nationen an den Weltmeisterschaften teil.

## Zeitplan und Sportarten
Es wurden insgesamt 37 Wettbewerbe ausgetragen, was identisch im Vergleich zu den vorangegangenen Weltmeisterschaften in West-Berlin war. Die Männer maßen sich in 18 Wettbewerben und die Frauen in 19.
Legende zum nachfolgend dargestellten Wettkampfprogramm:
|    | Eröffnungs- und Abschluss-Zeremonie |    | Qualifikationswettkämpfe | 2  | Finalentscheidungen |
| VR | Vorrunde                            | ZR | Zwischenrunde            | FR | Finalrunde          |

Letzte Spalte: Gesamtanzahl der Entscheidungen in den einzelnen Sportarten
| Zeitplan der Schwimmweltmeisterschaften 1982 (mit Anzahl der Entscheidungen) | Zeitplan der Schwimmweltmeisterschaften 1982 (mit Anzahl der Entscheidungen) | Zeitplan der Schwimmweltmeisterschaften 1982 (mit Anzahl der Entscheidungen) | Zeitplan der Schwimmweltmeisterschaften 1982 (mit Anzahl der Entscheidungen) | Zeitplan der Schwimmweltmeisterschaften 1982 (mit Anzahl der Entscheidungen) | Zeitplan der Schwimmweltmeisterschaften 1982 (mit Anzahl der Entscheidungen) | Zeitplan der Schwimmweltmeisterschaften 1982 (mit Anzahl der Entscheidungen) | Zeitplan der Schwimmweltmeisterschaften 1982 (mit Anzahl der Entscheidungen) | Zeitplan der Schwimmweltmeisterschaften 1982 (mit Anzahl der Entscheidungen) | Zeitplan der Schwimmweltmeisterschaften 1982 (mit Anzahl der Entscheidungen) | Zeitplan der Schwimmweltmeisterschaften 1982 (mit Anzahl der Entscheidungen) | Zeitplan der Schwimmweltmeisterschaften 1982 (mit Anzahl der Entscheidungen) | Zeitplan der Schwimmweltmeisterschaften 1982 (mit Anzahl der Entscheidungen) |
|                                                                              | Do                                                                           | Fr                                                                           | Sa                                                                           | So                                                                           | Mo                                                                           | Di                                                                           | Mi                                                                           | Do                                                                           | Fr                                                                           | Sa                                                                           | So                                                                           |                                                                              |
| Juli/August                                                                  | 29.                                                                          | 30.                                                                          | 31.                                                                          | 1.                                                                           | 2.                                                                           | 3.                                                                           | 4.                                                                           | 5.                                                                           | 6.                                                                           | 7.                                                                           | 8.                                                                           | Gesamt                                                                       |
| ---------------------------------------------------------------------------- | ---------------------------------------------------------------------------- | ---------------------------------------------------------------------------- | ---------------------------------------------------------------------------- | ---------------------------------------------------------------------------- | ---------------------------------------------------------------------------- | ---------------------------------------------------------------------------- | ---------------------------------------------------------------------------- | ---------------------------------------------------------------------------- | ---------------------------------------------------------------------------- | ---------------------------------------------------------------------------- | ---------------------------------------------------------------------------- | ---------------------------------------------------------------------------- |
| Eröffnung/Abschluss                                                          |                                                                              |                                                                              |                                                                              |                                                                              |                                                                              |                                                                              |                                                                              |                                                                              |                                                                              |                                                                              |                                                                              |                                                                              |
| Schwimmen                                                                    |                                                                              |                                                                              |                                                                              | 4                                                                            | 5                                                                            | 5                                                                            |                                                                              | 5                                                                            | 5                                                                            | 5                                                                            |                                                                              | 29                                                                           |
| Synchronschwimmen                                                            |                                                                              | 1                                                                            | 1                                                                            |                                                                              |                                                                              |                                                                              | 1                                                                            |                                                                              |                                                                              |                                                                              |                                                                              | 3                                                                            |
| Wasserball                                                                   |                                                                              | VR                                                                           | VR                                                                           | VR                                                                           |                                                                              | ZR                                                                           | ZR                                                                           |                                                                              | FR                                                                           | 1                                                                            |                                                                              | 1                                                                            |
| Wasserspringen                                                               |                                                                              |                                                                              | 1                                                                            |                                                                              | 1                                                                            |                                                                              |                                                                              | 1                                                                            |                                                                              | 1                                                                            |                                                                              | 4                                                                            |
| Finalentscheidungen                                                          |                                                                              | 1                                                                            | 2                                                                            | 4                                                                            | 6                                                                            | 5                                                                            | 1                                                                            | 6                                                                            | 5                                                                            | 7                                                                            |                                                                              | 37                                                                           |

## Zeichenerklärung
- – Weltrekord
- – Europarekord

## Schwimmen
Erstmals wurden bei Weltmeisterschaften sogenannte B-Endläufe ausgetragen. Während die acht Zeitschnellsten der Vorläufe die
Finales bestreiten, starten die Nächstbesten der Vorläufe in den B-Finales.
Die Vorläufe begannen täglich um 9.00 Uhr Ortszeit, die Finales am gleichen Tag um 19.00 Uhr, am 7. August um 18.30 Uhr.

### Männer

#### Freistil

##### 100 m Freistil
| Platz | Land | Athlet                | Zeit (s) |
| ----- | ---- | --------------------- | -------- |
| 1     | GDR  | Jörg Woithe           | 50,18    |
| 2     | USA  | Ambrose Gaines        | 50,21    |
| 3     | SWE  | Per Johansson         | 50,25    |
| 4     | USA  | Christopher Cavanaugh | 50,32    |
| 5     | GDR  | Dirk Richter          | 50,70    |
| 6     | SWE  | Per Holmertz          | 51,31    |
| 7     | BRA  | Cyro Delgado          | 51,78    |
| 8     | NED  | Hans Kroes            | 51,88    |

Finale am 3. August 1982
Im Vorlauf stellte Jörg Woithe mit 49,60 s einen neuen Europarekord auf.

##### 200 m Freistil
| Platz | Land | Athlet             | Zeit (min) |
| ----- | ---- | ------------------ | ---------- |
| 1     | FRG  | Michael Groß       | 1:49,84    |
| 2     | USA  | Ambrose Gaines     | 1:49,92    |
| 3     | GDR  | Jörg Woithe        | 1:50,71    |
| 4     | SWE  | Thomas Lejdström   | 1:51,91    |
| 5     | URS  | Wladimir Schemetow | 1:51,96    |
| 6     | NED  | Hans Kroes         | 1:52,37    |
| 7     | YUG  | Borut Petrič       | 1:52,39    |
| 8     | URS  | Alexei Filonow     | 1:52,53    |

Teilnehmer: 53 Schwimmer
Finale am 1. August 1982
 Im Vorlauf stellte Michael Groß mit 1:49,55 min einen neuen Europarekord auf.
 Dirk Richter schied im Vorlauf nach 1:55,81 min aus.

##### 400 m Freistil
| Platz | Land | Athlet              | Zeit (min) |
| ----- | ---- | ------------------- | ---------- |
| 1     | URS  | Wladimir Salnikow   | 3:51,30    |
| 2     | URS  | Swijatoslaw Semenow | 3:51,43    |
| 3     | GDR  | Sven Lodziewski     | 3:51,84    |
| 4     | YUG  | Darjan Petrič       | 3:52,55    |
| 5     | YUG  | Borut Petrič        | 3:52,95    |
| 6     | USA  | George DiCarlo      | 3:54,68    |
| 7     | NOR  | Arne Borgstrøm      | 3:56,65    |
| 8     | CAN  | Peter Szmidt        | 3:59,81    |

Finale am 5. August 1982
Sven Lodziewski stellte mit 3:51,84 min einen neuen DDR-Rekord auf.

##### 1500 m Freistil
| Platz | Land | Athlet              | Zeit (min) |
| ----- | ---- | ------------------- | ---------- |
| 1     | URS  | Wladimir Salnikow   | 15:01,77   |
| 2     | URS  | Swijatoslaw Semenow | 15:05,54   |
| 3     | YUG  | Darjan Petrič       | 15:10,20   |
| 4     | GDR  | Sven Lodziewski     | 15:16,69   |
| 5     | FRG  | Rainer Henkel       | 15:21,57   |
| 6     | USA  | George DiCarlo      | 15:23,77   |
| 7     | ESP  | Rafael Escalas      | 15:37,88   |
| 8     | AUS  | Max Metzker         | 15:53,61   |

Finale am 7. August 1982

#### Schmetterling

##### 100 m Schmetterling
| Platz | Land | Athlet             | Zeit (s) |
| ----- | ---- | ------------------ | -------- |
| 1     | USA  | Matthew Gribble    | 53,88    |
| 2     | FRG  | Michael Groß       | 54,26    |
| 3     | SWE  | Bengt Baron        | 54,47    |
| 4     | USA  | Chris Rives        | 54,59    |
| 4     | URS  | Alexei Markowski   | 54,59    |
| 6     | NED  | Edward Maasdijk    | 55,06    |
| 7     | SWE  | Pär Arvidsson      | 55,10    |
| 8     | ESP  | David López-Zubero | 55,33    |

Finale am 2. August 1982

##### 200 m Schmetterling
| Platz | Land | Athlet          | Zeit (min) |
| ----- | ---- | --------------- | ---------- |
| 1     | FRG  | Michael Groß    | 1:58,85    |
| 2     | URS  | Serhij Fessenko | 1:59,91    |
| 3     | USA  | Craig Beardsley | 2:00,08    |
| 4     | BRA  | Ricardo Prado   | 2:00,30    |
| 5     | FRG  | Michael Kraus   | 2:01,13    |
| 6     | SWE  | Pär Arvidsson   | 2:01,15    |
| 7     | PUR  | Filiberto Colon | 2:01,30    |
| 8     | USA  | Robert Patten   | 2:01,79    |

Finale am 6. August 1982

#### Rücken

##### 100 m Rücken
| Platz | Land | Athlet             | Zeit (s) |
| ----- | ---- | ------------------ | -------- |
| 1     | GDR  | Dirk Richter       | 55,95    |
| 2     | USA  | Richard Carey      | 56,04    |
| 3     | URS  | Wladimir Schemetow | 56,42    |
| 4     | HUN  | Sándor Wladár      | 56,85    |
| 5     | URS  | Wiktor Kusnezow    | 57,15    |
| 6     | USA  | Clay Britt         | 57,44    |
| 7     | CAN  | Wade Flemons       | 57,91    |
|       | GDR  | Frank Baltrusch    | DQ       |

Finale am 6. August 1982
 Im Vorlauf stellte Dirk Richter mit 56,19 s einen neuen Europarekord auf, den er im Finale noch einmal auf 55,95 s verbesserte.
Frank Baltrusch wurde nach falscher Wende disqualifiziert.

##### 200 m Rücken
| Platz | Land | Athlet             | Zeit (min) |
| ----- | ---- | ------------------ | ---------- |
| 1     | USA  | Richard Carey      | 2:00,82    |
| 2     | HUN  | Sándor Wladár      | 2:01,31    |
| 3     | GDR  | Frank Baltrusch    | 2:01,51    |
| 4     | URS  | Wladimir Schemetow | 2:01,72    |
| 5     | USA  | Steve Barnicoat    | 2:03,00    |
| 6     | CAN  | Cameron Henning    | 2:03,11    |
| 7     | URS  | Sergei Zabolotnow  | 2:03,54    |
| 8     | BRA  | Ricardo Prado      | 2:04,38    |

Finale am 3. August 1982

#### Brust

##### 100 m Brust
| Platz | Land | Athlet           | Zeit (min) |
| ----- | ---- | ---------------- | ---------- |
| 1     | USA  | Steve Lundquist  | 1:02,75    |
| 2     | CAN  | Victor Davis     | 1:02,82    |
| 3     | USA  | John Moffet      | 1:03,13    |
| 4     | GBR  | Adrian Moorhouse | 1:03,15    |
| 5     | AUS  | Peter Evans      | 1:03,89    |
| 6     | URS  | Juri Kis         | 1:03,92    |
| 6     | COL  | Pablo Restrepo   | 1:03,92    |
| 8     | FRG  | Peter Lang       | 1:04,72    |

Finale am 1. August 1982

##### 200 m Brust
| Platz | Land | Athlet           | Zeit (min) |
| ----- | ---- | ---------------- | ---------- |
| 1     | CAN  | Victor Davis     | 2:14,77    |
| 2     | URS  | Robertas Žulpa   | 2:16,68    |
| 3     | USA  | John Moffet      | 2:18,54    |
| 4     | URS  | Gennady Utenkow  | 2:19,22    |
| 5     | COL  | Pablo Restrepo   | 2:19,47    |
| 6     | USA  | Glenn Mills      | 2:19,80    |
| 7     | GBR  | Adrian Moorhouse | 2:19,85    |
| 8     | SUI  | Étienne Dagon    | 2:20,21    |

Finale am 5. August 1982

#### Lagen

##### 200 m Lagen
| Platz | Land | Athlet              | Zeit (min) |
| ----- | ---- | ------------------- | ---------- |
| 1     | URS  | Olexandr Sidorenko  | 2:03,30    |
| 2     | USA  | William Barrett     | 2:03,49    |
| 3     | ITA  | Giovanni Franceschi | 2:04,65    |
| 4     | GDR  | Jens-Peter Berndt   | 2:05,19    |
| 5     | TCH  | Josef Hladký        | 2:05,97    |
| 6     | GDR  | Andreas Reichel     | 2:06,00    |
| 7     | USA  | Steve Lundquist     | 2:06,22    |
| 8     | BRA  | Ricardo Prado       | 2:07,34    |

Finale am 7. August 1982
Jens-Peter Berndt stellte mit 2:05,19 min einen neuen DDR-Rekord auf.

##### 400 m Lagen
| Platz | Land | Athlet              | Zeit (min) |
| ----- | ---- | ------------------- | ---------- |
| 1     | BRA  | Ricardo Prado       | 4:19,78    |
| 2     | GDR  | Jens-Peter Berndt   | 4:23,02    |
| 3     | URS  | Serhij Fessenko     | 4:23,29    |
| 4     | ITA  | Giovanni Franceschi | 4:24,89    |
| 5     | USA  | Jeff Kostoff        | 4:28,92    |
| 6     | NOR  | Arne Borgstrøm      | 4:29,53    |
| 7     | USA  | Bruce Hayes         | 4:30,68    |
| 8     | BRA  | Roger Madruga       | 4:32,62    |

Finale am 2. August 1982
 Andreas Reichel wurde im B-Finale mit 4:34,90 min Fünfter und in der Gesamtwertung Dreizehnter.
Jens-Peter Berndt stellte im Vorlauf mit 4:25,31 min einen neuen DDR-Rekord auf, den er im Finale noch einmal auf 4:23,02 min verbesserte.

#### Staffel

##### Staffel 4 × 100 m Freistil
| Platz | Land | Athleten                                                         | Zeit (min) |
| ----- | ---- | ---------------------------------------------------------------- | ---------- |
| 1     | USA  | Christopher Cavanaugh Robin Leamy David McCagg Ambrose Gaines    | 3:19,26    |
| 2     | URS  | Serhij Krassjuk Alexei Filonow Sergei Smirjagin Alexei Markowski | 3:21,78    |
| 3     | SWE  | Per Johansson Bengt Baron Per Holmertz Per Wikström              | 3:22,15    |
| 4     | FRG  | Michael Groß Peter Knust Wilfried Kühlem Andreas Schmidt         | 3:23,77    |
| 5     | ITA  |                                                                  | 3:24,10    |
| 6     | NED  |                                                                  | 3:26,76    |
| 7     | CAN  |                                                                  | 3:28,80    |
| 8     | SUI  |                                                                  | 3:30,00    |

Finale am 5. August 1982

##### Staffel 4 × 200 m Freistil
| Platz | Land | Athleten                                                            | Zeit (min) |
| ----- | ---- | ------------------------------------------------------------------- | ---------- |
| 1     | USA  | Richard Saeger Jeff Float Kyle Miller Ambrose Gaines                | 7:21,09    |
| 2     | URS  | Swijatoslaw Semenow Ivar Stukolkin Wladimir Salnikow Alexei Filonow | 7:24,91    |
| 3     | FRG  | Andreas Schmidt Dirk Korthals Rainer Henkel Michael Groß            | 7:25,46    |
| 4     | ITA  |                                                                     | 7:29,31    |
| 5     | SWE  |                                                                     | 7:29,56    |
| 6     | NED  |                                                                     | 7:30,75    |
| 7     | BRA  |                                                                     | 7:36,13    |
|       | CAN  |                                                                     | DQ         |

Finale am 2. August 1982

##### Staffel 4 × 100 m Lagen
| Platz | Land | Athleten                                                       | Zeit (min)         |
| ----- | ---- | -------------------------------------------------------------- | ------------------ |
| 1     | USA  | Rick Carey Steve Lundquist Matthew Gribble Ambrose Gaines      | 3:40,84            |
| 2     | URS  | Swijatoslaw Semenow Juri Kis Alexei Markowski Sergei Smirjagin | 3:42,86            |
| 3     | FRG  | Stefan Peter Gerald Mörken Michael Groß Andreas Schmidt        | 3:44,78 DSV-Rekord |
| 4     | CAN  |                                                                | 3:46,08            |
| 5     | SWE  |                                                                | 3:47,71            |
| 6     | GBR  |                                                                | 3:50,59            |
| 7     | SUI  |                                                                | 3:53,79            |
| 8     | BRA  |                                                                | 3:55,72            |

Finale am 7. August 1982

### Frauen

#### Freistil

##### 100 m Freistil
| Platz | Land | Athletin             | Zeit (s) |
| ----- | ---- | -------------------- | -------- |
| 1     | GDR  | Birgit Meineke       | 55,79    |
| 2     | NED  | Annemarie Verstappen | 55,87    |
| 3     | USA  | Jill Sterkel         | 56,27    |
| 4     | FRG  | Karin Seick          | 56,61    |
| 5     | URS  | Irina Gerassimowa    | 56,69    |
| 6     | GDR  | Caren Metschuck      | 56,71    |
| 7     | SWE  | Agneta Eriksson      | 56,90    |
| 8     | USA  | Kathy Treible        | 56,92    |

Finale am 1. August 1982
Karin Seick stellte mit 56,61 s einen neuen DSV-Rekord auf.

##### 200 m Freistil
| Platz | Land | Athletin             | Zeit (min) |
| ----- | ---- | -------------------- | ---------- |
| 1     | NED  | Annemarie Verstappen | 1:59,53    |
| 2     | GDR  | Birgit Meineke       | 2:00,67    |
| 3     | NED  | Annelies Maas        | 2:00,84    |
| 4     | GDR  | Carmela Schmidt      | 2:01,10    |
| 5     | URS  | Irina Gerassimowa    | 2:01,13    |
| 6     | USA  | Marybeth Linzmeier   | 2:01,51    |
| 7     | GBR  | June Croft           | 2:01,52    |
| 8     | USA  | Tiffany Cohen        | 2:02,16    |

Finale am 2. August 1982

##### 400 m Freistil
| Platz | Land | Athletin             | Zeit (min) |
| ----- | ---- | -------------------- | ---------- |
| 1     | GDR  | Carmela Schmidt      | 4:08,98    |
| 2     | GDR  | Petra Schneider      | 4:10,08    |
| 3     | USA  | Tiffany Cohen        | 4:11,85    |
| 4     | NED  | Annelies Maas        | 4:12,21    |
| 5     | NED  | Jolande van der Meer | 4:12,40    |
| 6     | USA  | Marybeth Linzmeier   | 4:12,72    |
| 7     | GBR  | June Croft           | 4:14,46    |
| 8     | AUS  | Susie Baumer         | 4:15,52    |

Finale am 3. August 1982

##### 800 m Freistil
| Platz | Land | Athletin             | Zeit (min) |
| ----- | ---- | -------------------- | ---------- |
| 1     | USA  | Kimberley Linehan    | 8:27,48    |
| 2     | GBR  | Jackie Willmott      | 8:32,61    |
| 3     | GDR  | Carmela Schmidt      | 8:33,67    |
| 4     | GDR  | Petra Schneider      | 8:36,27    |
| 5     | USA  | Tiffany Cohen        | 8:36,96    |
| 6     | NED  | Jolande van der Meer | 8:41,16    |
| 7     | URS  | Olga Troitskaia      | 8:48,50    |
| 8     | AUS  | Susie Baumer         | 8:54,61    |

Finale am 6. August 1982

#### Schmetterling

##### 100 m Schmetterling
| Platz | Land | Athletin             | Zeit (min) |
| ----- | ---- | -------------------- | ---------- |
| 1     | USA  | Mary T. Meagher      | 0:59,41    |
| 2     | GDR  | Ines Geißler         | 1:00,36    |
| 3     | USA  | Melanie Buddenmayer  | 1:00,40    |
| 4     | JPN  | Naoko Kume           | 1:01,16    |
| 5     | JPN  | Takemi Ise           | 1:01,21    |
| 6     | FRG  | Karin Seick          | 1:01,68    |
| 7     | AUS  | Lisa Curry           | 1:02,05    |
| 8     | ITA  | Cinzia Savi Scarponi | 1:02,73    |

Finale am 5. August 1982
 Maud Lauckner siegte im B-Finale mit 1:02,30 min und wurde Gesamtneunte.

##### 200 m Schmetterling
| Platz | Land | Athletin        | Zeit (min) |
| ----- | ---- | --------------- | ---------- |
| 1     | GDR  | Ines Geißler    | 2:08,66    |
| 2     | USA  | Mary T. Meagher | 2:09,76    |
| 3     | GDR  | Heike Dähne     | 2:10,29    |
| 4     | JPN  | Naoko Kume      | 2:13,12    |
| 5     | JPN  | Takemi Ise      | 2:15,02    |
| 6     | AUS  | Lisa Curry      | 2:15,13    |
| 7     | USA  | Sara Linke      | 2:15,27    |
| 8     | GBR  | Ann Osgerby     | 2:15,60    |

Finale am 7. August 1982

#### Rücken

##### 100 m Rücken
| Platz | Land | Athletin                 | Zeit (min) |
| ----- | ---- | ------------------------ | ---------- |
| 1     | GDR  | Kristin Otto             | 1:01,30    |
| 2     | GDR  | Ina Kleber               | 1:01,47    |
| 3     | USA  | Susan Walsh              | 1:02,86    |
| 4     | URS  | Larisa Gorchakova        | 1:02,92    |
| 5     | ROM  | Carmen Bunaciu           | 1:03,32    |
| 6     | FRG  | Marion Aizpors           | 1:04,77    |
| 7     | NED  | Jolanda de Rover         | 1:04,78    |
| 8     | BEL  | Yolande van der Straeten | 1:05,21    |

Finale am 3. August 1982

##### 200 m Rücken
| Platz | Land | Athletin           | Zeit (min) |
| ----- | ---- | ------------------ | ---------- |
| 1     | GDR  | Cornelia Sirch     | 2:09,91    |
| 2     | AUS  | Georgina Parkes    | 2:14,98    |
| 3     | ROM  | Carmen Bunaciu     | 2:15,40    |
| 4     | URS  | Larisa Gorchakova  | 2:15,63    |
| 5     | USA  | Susan Walsh        | 2:15,90    |
| 6     | USA  | Tracy Caulkins     | 2:16,95    |
| 7     | GDR  | Kathrin Zimmermann | 2:17,65    |
| 8     | NED  | Jolanda de Rover   | 2:18,09    |

Finale am 7. August 1982

#### Brust

##### 100 m Brust
| Platz | Land | Athletin           | Zeit (min) |
| ----- | ---- | ------------------ | ---------- |
| 1     | GDR  | Ute Geweniger      | 1:09,14    |
| 2     | CAN  | Anne Ottenbrite    | 1:11,03    |
| 2     | USA  | Kim Rhodenbaugh    | 1:11,03    |
| 4     | URS  | Swetlana Warganowa | 1:11,60    |
| 5     | NED  | Petra van Staveren | 1:11,64    |
| 6     | JPN  | Hiroko Nagasaki    | 1:11,98    |
| 7     | GDR  | Silke Hörner       | 1:11,99    |
| 8     | USA  | Jean Childs        | 1:12,35    |

Finale am 5. August 1982

##### 200 m Brust
| Platz | Land | Athletin           | Zeit (min) |
| ----- | ---- | ------------------ | ---------- |
| 1     | URS  | Swetlana Warganowa | 2:28,82    |
| 2     | GDR  | Ute Geweniger      | 2:29,71    |
| 3     | CAN  | Anne Ottenbrite    | 2:33,05    |
| 4     | JPN  | Hiroko Nagasaki    | 2:33,18    |
| 4     | GDR  | Silke Hörner       | 2:33,18    |
| 6     | URS  | Larisa Belokon     | 2:33,32    |
| 7     | USA  | Jean Childs        | 2:33,44    |
| 8     | POL  | Grażyna Dziedzic   | 2:36,84    |

Finale am 2. August 1982
Ute Geweniger stellte mit 2:29,71 einen neuen DDR-Rekord auf.

#### Lagen

##### 200 m Lagen
| Platz | Land | Athletin          | Zeit (min) |
| ----- | ---- | ----------------- | ---------- |
| 1     | GDR  | Petra Schneider   | 2:11,79    |
| 2     | GDR  | Ute Geweniger     | 2:13,38    |
| 3     | USA  | Tracy Caulkins    | 2:15,91    |
| 4     | URS  | Irina Gerassimowa | 2:17,12    |
| 5     | USA  | Polly Winde       | 2:18,62    |
| 6     | AUS  | Lisa Curry        | 2:18,95    |
| 7     | POL  | Grażyna Dziedzic  | 2:20,20    |
| 8     | FRG  | Petra Zindler     | 2:20,36    |

Finale am 6. August 1982

##### 400 m Lagen
| Platz | Land | Athletin            | Zeit (min) |
| ----- | ---- | ------------------- | ---------- |
| 1     | GDR  | Petra Schneider     | 4:36,10    |
| 2     | GDR  | Kathleen Nord       | 4:43,51    |
| 3     | USA  | Tracy Caulkins      | 4:44,64    |
| 4     | USA  | Patty Gavin         | 4:48,22    |
| 5     | AUS  | Lisa Curry          | 4:52,23    |
| 6     | FRG  | Petra Zindler       | 4:54,61    |
| 7     | POL  | Grażyna Dziedzic    | 4:54,66    |
| 8     | CAN  | Michelle MacPherson | 4:55,94    |

Teilnehmer: 19 Schwimmerinnen
Finale am 1. August 1982

#### Staffel

##### Staffel 4 × 100 m Freistil
| Platz | Land | Athletinnen                                                          | Zeit (min) |
| ----- | ---- | -------------------------------------------------------------------- | ---------- |
| 1     | GDR  | Birgit Meineke Susanne Link Kristin Otto Caren Metschuck             | 3:43,97    |
| 2     | USA  | Susan Hebernigg Kathleen Treible Elisabeth Washut Jill Sterkel       | 3:45,76    |
| 3     | NED  | Annemarie Verstappen Annelies Maas Wilma van Velsen Conny van Bentum | 3:45,96    |
| 4     | FRG  | Christine Schlaak Ute Neubert Susanne Schuster Marion Aizpors        | 3:50,62    |
| 5     | CAN  |                                                                      | 3:51,22    |
| 6     | JPN  |                                                                      | 3:53,72    |
| 7     | FRA  |                                                                      | 3:54,07    |
|       | URS  |                                                                      | DQ         |

Finale am 3. August 1982

##### Staffel 4 × 100 m Lagen
| Platz | Land | Athletinnen                                                          | Zeit (min) |
| ----- | ---- | -------------------------------------------------------------------- | ---------- |
| 1     | GDR  | Kristin Otto Ute Geweniger Ines Geißler Birgit Meineke               | 4:05,88    |
| 2     | USA  | Susan Walsh Kim Rhodenbaugh Mary T. Meagher Jill Sterkel             | 4:08,12    |
| 3     | URS  | Larisa Gorchakova Swetlana Warganowa Natalia Pokas Irina Gerassimowa | 4:12,36    |
| 4     | NED  |                                                                      | 4:12,37    |
| 5     | CAN  |                                                                      | 4:14,76    |
| 6     | FRG  | Marion Aizpors Angelika Knipping Karin Seick Susanne Schuster        | 4:15,73    |
| 7     | JPN  |                                                                      | 4:16,39    |
| 8     | GBR  |                                                                      | 4:17,46    |

Finale am 6. August 1982

## Synchronschwimmen

### Solo
| Platz | Land | Athletin              | Punkte |
| ----- | ---- | --------------------- | ------ |
| 1     | USA  | Tracie Ruiz           | 192,30 |
| 2     | CAN  | Kelly Kryczka         | 188,98 |
| 3     | JPN  | Miwako Motoyoshi      | 181,60 |
| 4     | GBR  | Carolyn Wilson        | 176,51 |
| 5     | NED  | Marijke Engelen       | 171,18 |
| 6     | FRG  | Gudrun Hänisch        | 167,65 |
| 7     | SUI  | Caroline Sturzenegger | 166,58 |
| 8     | FRA  | Muriel Hermine        | 166,04 |

Finale am 30. Juli 1982

### Duett
| Platz | Land | Athletinnen                   | Punkte |
| ----- | ---- | ----------------------------- | ------ |
| 1     | CAN  | Sharon Hambrook Kelly Kryczka | 190,54 |
| 2     | USA  | Candy Costie Tracie Ruiz      | 188,65 |
| 3     | JPN  | Ikuko Abe Masako Fujiwara     | 181,90 |
| 4     | GBR  |                               | 176,73 |
| 5     | NED  |                               | 174,65 |
| 6     | SUI  |                               | 167,12 |
| 7     | FRA  |                               | 164,54 |
| 8     | AUT  |                               | 162,85 |

Finale am 31. Juli 1982

### Team
| Platz | Land | Athletinnen | Punkte  |
| ----- | ---- | --- | ------- |
| 1     | CAN  | Janet Arnold Sharon Hambrook Kelly Kryczka Chantal Laviolette Renée Paradis Penny Vilagos Vicky Vilagos Carolyn Waldo | 188,258 |
| 2     | USA  | Karen Callaghan Tara Cameron Sarah Josephson Tracie Ruiz Mollie Spencer Marie Visniski Robin Waller Marie White       | 186,833 |
| 3     | JPN  | Ikuko Abe Kazuno Fujiwara Masako Fujiwara Tomoko Ishi Chikako Izushi Saeko Kimura Miwako Motoyoshi Takiyo Sasao       | 182,050 |
| 4     | NED  | | 172,689 |
| 5     | GBR  | | 172,100 |
| 6     | SUI  | | 166,720 |

Finale am 4. August 1982

## Kunst- und Turmspringen
Die Vorkämpfe wurden um 9.00 und 14.30 Uhr ausgetragen, die jeweiligen Finales am folgenden Tag um 14.30 Uhr.

### Männer

#### 3-Meter-Brett
| Platz | Land | Athlet            | Punkte |
| ----- | ---- | ----------------- | ------ |
| 1     | USA  | Greg Louganis     | 752,67 |
| 2     | URS  | Sergei Kusmin     | 636,15 |
| 3     | URS  | Alexander Portnow | 631,56 |
| 4     | CHN  | Li Kongzheng      | 627,90 |
| 5     | GDR  | Falk Hoffmann     | 625,71 |
| 6     | USA  | Ronald Merriott   | 624,30 |
| 7     | MEX  | Carlos Girón      | 597,72 |
| 8     | GBR  | Christopher Snode | 597,21 |
| …     | …    | …                 | …      |
| 10    | GDR  | Dieter Waskow     | 559,05 |

Teilnehmer: 36 Kunstspringer
Finale am 2. August 1982

#### 10-Meter-Turm
| Platz | Land | Athlet           | Punkte |
| ----- | ---- | ---------------- | ------ |
| 1     | USA  | Greg Louganis    | 634,26 |
| 2     | URS  | Wladimir Alejnik | 629,85 |
| 3     | USA  | Bruce Kimball    | 619,68 |
| 4     | GDR  | Thomas Knuths    | 597,21 |
| 5     | CHN  | Li Hongping      | 594,39 |
| 6     | CHN  | Li Kongzheng     | 588,81 |
| 7     | GDR  | Falk Hoffmann    | 577,32 |
| 8     | FRG  | Dieter Dörr      | 552,36 |
| …     | …    | …                | …      |
| 11    | FRG  | Dieter Plewka    | 537,87 |

Teilnehmer: 35 Turmspringer
Finale am 7. August 1982
Greg Louganis erhielt er als erster die höchste Bewertung mit maximalen 10 Punkten von allen sieben Richtern nach einem 1 ½ Delphinsalto gehechtet.

### Frauen

#### 3-Meter-Brett
| Platz | Land | Athletin            | Punkte |
| ----- | ---- | ------------------- | ------ |
| 1     | USA  | Megan Neyer         | 501,03 |
| 2     | USA  | Christina Seufert   | 490,02 |
| 3     | CHN  | Peng Yuanchuan      | 482,10 |
| 4     | URS  | Irina Sidorova      | 468,03 |
| 5     | GDR  | Brita Baldus        | 459,16 |
| 6     | GDR  | Martina Proeber     | 458,49 |
| 7     | CAN  | Sylvie Bernier      | 449,16 |
| 8     | URS  | Schanna Zyrulnykowa | 441,72 |

Teilnehmer: 27 Kunstspringerinnen
Finale am 31. Juli 1982

#### 10-Meter-Turm
| Platz | Land | Athletin            | Punkte |
| ----- | ---- | ------------------- | ------ |
| 1     | USA  | Wendy Wyland        | 438,78 |
| 2     | GDR  | Ramona Wenzel       | 417,99 |
| 3     | CHN  | Zhou Jihong         | 399,78 |
| 4     | CHN  | Chen Lin            | 396,57 |
| 5     | URS  | Sirward Emirsjan    | 396,18 |
| 6     | URS  | Alla Lobankina      | 390,69 |
| 7     | USA  | Debbie Rush         | 380,37 |
| 8     | MEX  | Elsa Tenorio        | 357,96 |
| …     | …    | …                   | …      |
| 11    | FRG  | Elke Heinrichs      | 342,66 |
|       | GDR  | Katarina Zipperling | DNS    |

Teilnehmer: 23 Turmspringerinnen
Finale am 5. August 1982
Katarina Zipperling zog sich beim Einspringen zum Finale eine Zerrung zu, so dass sie am Wettbewerb nicht mehr teilnehmen konnte.

## Wasserball
| Platz | Land | Athleten |
| ----- | ---- | --- |
| 1     | URS  | Wladimir Akimow, Michail Giorgadse, Jewgeni Grischin, Michail Iwanow, Alexander Kabanow, Alexander Kleimenow, Sergei Kotenko, Nurlan Mengdighalijew, Georgi Mschwenijeradse, Erkin Schagajew, Jewgeni Scharonow, Nikolai Smirnow, Alexei Wdowin |
| 2     | HUN  | |
| 3     | FRG  | Frank Blümlein, Roland Freund, Rainer Hoppe, Günter Kilian, Thomas Loebb, Ralf Obschernikat, Werner Obschernikat, Rainer Osselmann, Frank Otto, Peter Röhle, Jürgen Schröder, Hagen Stamm, Bernd Weyer                                          |
| 4     | NED  | |
| 5     | CUB  | |
| 6     | USA  | |
| 7     | YUG  | |
| 8     | ESP  | |

Endrunde (Plätze 1–4):

|    |                | Punkte | Tore  |
| -- | -------------- | ------ | ----- |
| 1. | Sowjetunion    | 5:1    | 25:20 |
| 2. | Ungarn         | 4:2    | 21:20 |
| 3. | BR Deutschland | 3:3    | 20:21 |
| 4. | Niederlande    | 0:6    | 14:19 |

- Erstmals wurde als Rahmenprogramm ein Wasserballturnier für Frauenmannschaften mit Australien, Kanada, den USA und den Niederlanden ausgetragen.